# Toulon-sur-Allier
Toulon-sur-Allier ist eine französische Gemeinde des Départements Allier mit 1.171 Einwohnern (Stand: 1. Januar 2022)  in der Region Auvergne-Rhône-Alpes. Administrativ ist sie dem Arrondissement Moulins zugeteilt. Die Einwohner werden Toulonnais genannt.

## Geografie
Toulon-sur-Allier liegt im Norden der Auvergne in der historischen Provinz Bourbonnais etwa sechs Kilometer südsüdöstlich des Stadtzentrums von Moulins am Ufer des Allier, der die Gemeinde im Westen begrenzt. Hier mündet auch sein Zufluss Sonate. Umgeben wird Toulon-sur-Allier von den Nachbargemeinden Moulins im Norden, Montbeugny im Osten, Neuilly-le-Réal im Südosten, Bessay-sur-Allier im Süden, Chemilly im Westen und Südwesten sowie Bressolles im Westen und Nordwesten.
Der Flugplatz Moulins-Montbeugny liegt größtenteils im Gemeindegebiet. Hier kreuzen sich die Routes nationales 7 und 79.

## Bevölkerungsentwicklung
| Jahr                       | 1962 | 1968 | 1975 | 1982 | 1990 | 1999 | 2006 | 2018 |
| -------------------------- | ---- | ---- | ---- | ---- | ---- | ---- | ---- | ---- |
| Einwohner                  | 744  | 694  | 661  | 1112 | 1115 | 1080 | 1114 | 1137 |
| Quellen: Cassini und INSEE |      |      |      |      |      |      |      |      |

## Sehenswürdigkeiten
- Kirche Sainte-Marthe-et-Saint-Martin aus dem 11./12. Jahrhundert
- Reste der Kapelle von Mibonnet aus dem 17. Jahrhundert
- Schloss Montchenin, Monument historique
- Schloss Le Colombier

Siehe auch: Liste der Monuments historiques in Toulon-sur-Allier

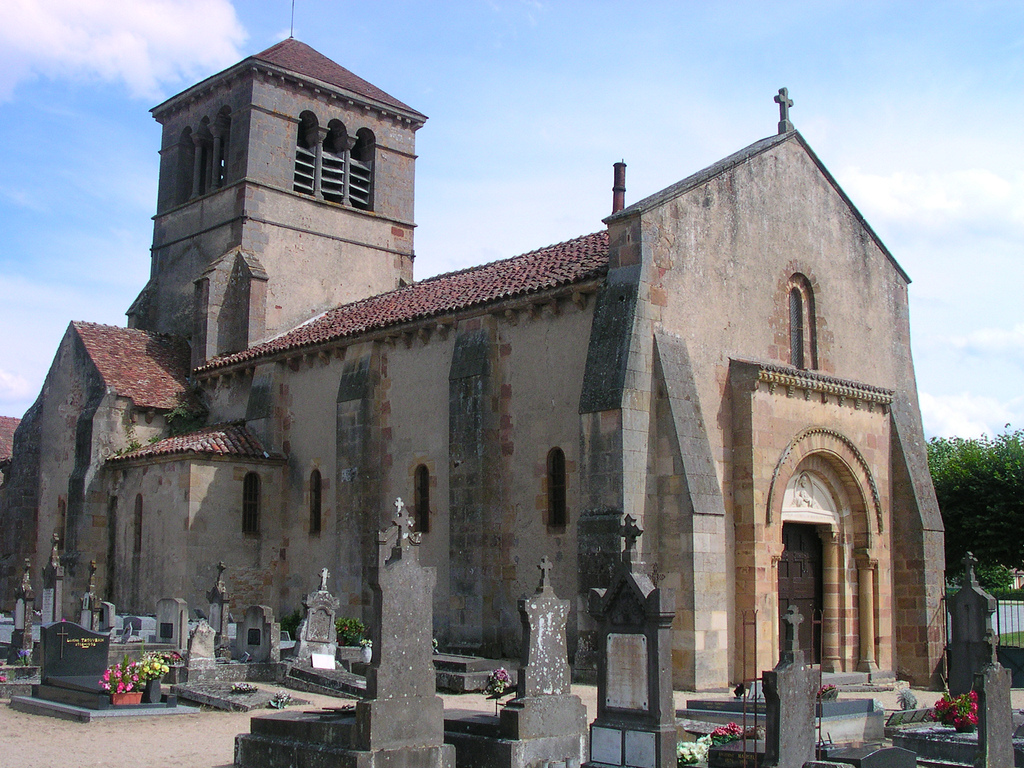
Kirche Sainte-Marthe-et-Saint-Martin
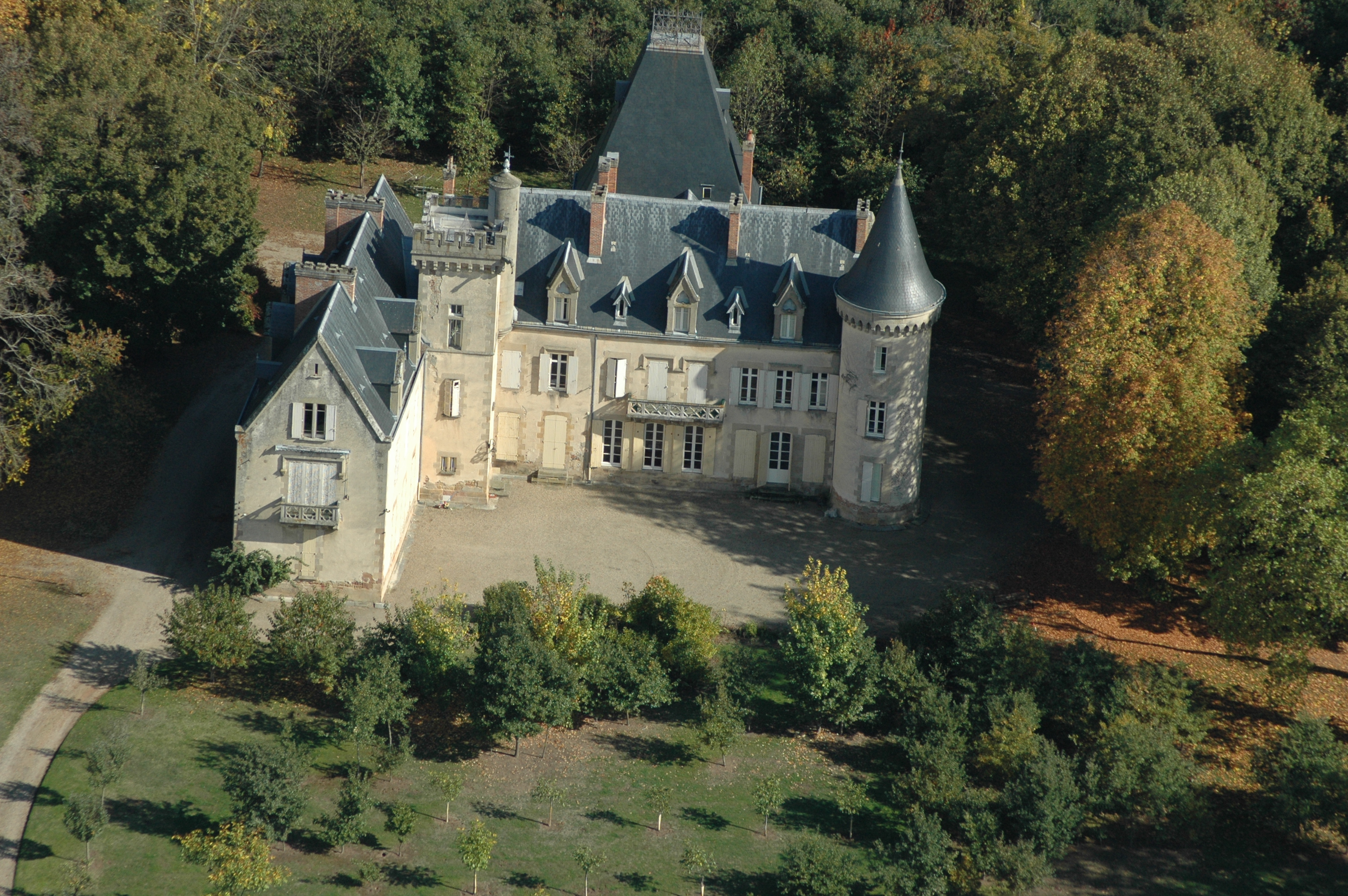
Schloss Le Colombier